# Cartwrightia cartwrighti
Cartwrightia cartwrighti är en skalbaggsart som beskrevs av Cartwright 1967. Cartwrightia cartwrighti ingår i släktet Cartwrightia och familjen Aphodiidae. Inga underarter finns listade.